# Dança do vilão
Dança do vilão é uma expressão coreográfica folclórica, mantida em São Francisco do Sul (Santa Catarina) e em Goiás.

## História
Procurando demonstrar a prosperidade econômica do município em meados do Século XVIII, os proprietários de terra promoviam a cada término da colheita uma grande festa, tendo como ponto alto uma dança de origem portuguesa absorvida e adaptada pelos escravos.
A expressão da dança revela movimentos de ataque e defesa, onde os dançarinos utilizam bastões de madeira rija e verde.
É apresentada em sete atos: toque do tam-tam, troca-lugar, cerradinho, perna sobre bastão, bastão sobre a cabeça, saída com uma roda. Os compassos e o ritmo tem acentuada influência afro.
Esta dança conservando o caráter cênico, somente tem sido reproduzida no Distrito de Morro Grande, São Francisco do Sul, pelo "Grupo Folclórico Dança do Vilão".

## Variações
Encontramos várias formas de vilão, todas elas danças lúdicas. São danças cujo principal escopo é realizar um jogo de agilidade, destreza ou habilidade, saindo um perdedor que ora é vaiado, ora fica na obrigação de fazer uma nova escolha, participar novamente do jogo: vilão de lenço, vilão de mala, vilão de agulha, vilão de faca, vilão de bengala.
Em Santa Catarina, no carnaval de São Francisco do Sul aparecem os "Vilões" com avantajados bastões, batendo sob o ritmo quente das marchinhas e sambas bem brasileiros.
Em Santos, estado de São Paulo,  por volta de 1940, havia um folguedo popular com nome de Vilão. Graças às correntes imigratórias de espanhóis e portugueses, no carnaval exibiam-se vilões e "vilones". O carnaval absorveu estes grupos passou então a ser cordão carnavalesco - vilão - congregando foliões santistas filhos desses imigrantes da Península Ibérica que se misturam na dança do bate-pau, regida a apito.